# Hurricane (Utah)
Pour les articles homonymes, voir Hurricane.
La ville de Hurricane (en anglais [ˈhɜrɨkən]) est située dans le comté de Washington, dans l’État de l’Utah, aux États-Unis. Sa population s’élevait à 13 748 habitants lors du recensement de 2010, estimée à 17 135 habitants en 2017.

## Source
- (en) Cet article est partiellement ou en totalité issu de l’article de Wikipédia en anglais intitulé « Hurricane, Utah » (voir la liste des auteurs).